# Waterloo & Robinson
Waterloo & Robinson est un duo autrichien composé de Hans Kreuzmayr (de) (Waterloo) et Sepp Krassnitzer (de) (Robinson).

## Histoire
Hans Kreuzmayr et Sepp Krassnitzer font connaissance en 1969, lorsque Kreuzmayr cherche pour sa boutique un comptable. À cette époque, chacun chante et joue dans un groupe à Linz. Ils se rapprochent et font de la musique ensemble sous un premier nom de "Edward Brothers".
En 1971, ils présentent Du kannst sehen, leur troisième disque, à l'émission Show-Chance. Suivent Lili’s Haus, Baby Blue (qui se diffuse en Europe) et Hollywood, écrit par Christian Kolonovits. En juin 1974, ces derniers titres occupent les deuxième et troisième places du hit-parade d'Ö3.
Ils sont sélectionnés pour représenter l'Autriche au Concours Eurovision de la chanson 1976 avec le titre My Little World et finissent cinquième.
De plus en plus, leur succès se fait en Allemagne. En 1979, Do you remember Marianne est disque d'or outre-Rhin tandis qu'il passe inaperçu chez eux. Ils sont souvent présents dans le ZDF Hitparade et dans les émissions de variété à côté de Vico Torriani, Peter Frankenfeld (de), Lou van Burg (de), Hans Rosenthal (de)... Mais ce manque de succès chez eux les amène à des disputes et à la séparation en 1981.
Hans Kreuzmayr entame vite une carrière solo en gardant le nom de Waterloo. De son côté, Robinson fait aussi une carrière solo mais se consacre davantage à la production de jeunes artistes.
Ils se retrouvent au bout de dix ans pour quelques concerts en 1989 et 1990 puis repartent sur les projets solos. Waterloo part dans une réserve indienne en Amérique du Nord afin d'apprendre cette musique. Ses albums Tales of the Sun, Moon and Stars, Apaches’ Land et Indio sont fortement influencés par cette culture, tout en rendant hommage au personnage de Winnetou.

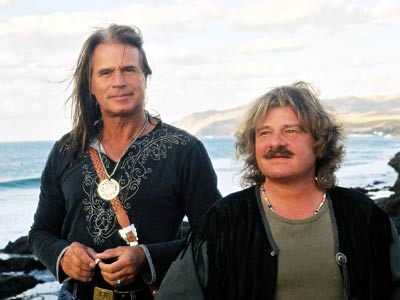
Waterloo & Robinson à l'été 2003

Lors de leurs concerts, ces chansons "indiennes" alternent avec les succès des années 1970, et de nouvelles chansons. En 2002, leur reprise Live Is Life se classe dans les meilleures ventes autrichiennes. En 2004, ils tentent de revenir à l'Eurovision avec You Can Change the World mais finissent second. En mai 2007, ils annoncent revenir à leurs projets solos.

## Discographie

### Albums
- 1974: Sing My Song
- 1975: Please Love Me
- 1975: Unsere Lieder
- 1976: Songs
- 1976: Clap Your Hands
- 1976: The Best of Waterloo & Robinson 1971: 1976 (Autriche)
- 1977: Hollywood: The Best of Waterloo & Robinson (Allemagne)
- 1977: Successen (Pays-Bas)
- 1977: Beautiful Time
- 1977: The Original
- 1977: Weihnachten mit Waterloo & Robinson
- 1978: Wild, Wild Land
- 1980: Brand New Start
- 1980: Ich denke oft an …
- 1981: Spiegelbilder
- 1982: Unsere schönsten Lieder
- 1982: Ihre 16 größten Erfolge
- 1988: Poptakes
- 1992: Weihnachten mit Waterloo & Robinson
- 1994: Powertime
- 1995: Private Collection
- 1998: Master Series
- 1999: Hollywood 2000
- 2002: Marianne

### Singles
- 1971: Du kannst sehen
- 1972: Sag’, woher wehst du Wind
- 1972: Lili’s Haus
- 1973: Mamy & Dad
- 1973: Sailor
- 1973: Waterloo & Robinson Song
- 1974: Baby Blue
- 1974: Hollywood
- 1974: Das war Hollywood von gestern
- 1974: Midnight Movie
- 1975: Old Times Again
- 1975: Straßen der Nacht
- 1975: Walk Away
- 1975: Geh zu ihr
- 1976: My Little World
- 1976: Meine kleine Welt
- 1976: Danke schön!
- 1976: Sunday 16
- 1976: My, My, My
- 1976: Du bist frei
- 1977: Hide Away
- 1977: Stille Nacht
- 1977: Cadillac Cafe
- 1978: Unser kleines Team
- 1978: Im Garten Eden
- 1978: Himmel, Donner, Arm und Zwirn
- 1978: Chocolata
- 1978: Bye, You Remember Marianne
- 1979: Ich denk’ noch oft an Marianne
- 1979: Sally, They’re Selling the Army
- 1980: Du, die verkaufen die Army
- 1980: Eleonora
- 1981: Frühstück in Berlin
- 1992: Barcelona
- 1996: Crema
- 1997: Write On
- 1998: Willkommen Österreich
- 2000: 2gether We r Strong (feat. Panah)
- 2000: In der schönen Weihnachtszeit (Waterloo & Robinson & Kindergarten Walding)
- 2002: Na Naa.Nanana Live Is life
- 2003: Marilyn
- 2004: You Can Change the World